# Hyundai Azera
O Hyundai Grandeur (em coreano:  현대 그랜저) é um sedã do segmento E fabricado e comercializado pela fabricante sul-coreana Hyundai desde 1986. 
De 1986 a 1996, o Grandeur foi o carro-chefe da linha sul-coreana da Hyundai antes do lançamento do Hyundai Dynasty. O Grandeur evoluiu ao longo de cinco gerações e é comercializado sob vários nomes em todo o mundo - principalmente como Hyundai Azera. Como o Azera, foi o carro-chefe da Hyundai nos Estados Unidos e Canadá até a chegada do sedã Genesis. Após o lançamento da marca Genesis separada, o Azera retomou seu lugar como carro-chefe da empresa.
O Grandeur chegou importado ao Brasil em 2007, na sua 4ª geração, sendo comercializado sob o nome Azera. A 5ª geração chegou em meados de 2011, já como modelo 2012, e deixou de ser vendida em 2017.